# Parque estatal Monte Wasatch
El Parque Estatal Monte Wasatch (en inglés: Wasatch Mountain State Park) es el nombre que recibe un área protegida del estado de Utah, al oeste de los Estados Unidos, ubicado en el Valle de Heber del condado de Wasatch cerca de Midway. Establecido en 1961, el Parque estatal de Wasatch Mountain es el parque en su tipo más desarrollado de Utah. Llamado así por el monte Wasatch, el espacio está compuesto de 21.592 acres (8738 hectáreas), y se encuentra a una altura de 5900 pies (1800 m). La fauna en el parque incluye ciervos, alces, pavos salvajes, entre otros.